# Agenore Frangipani
Agenore Francesco Saverio Ferdinando Ubaldo Frangipani dei marchesi di Mileta (Benevento, 4 dicembre 1876 – Addis Abeba, 6 aprile 1941) è stato un generale italiano.

## Biografia
Frangipani nacque da una famiglia di nobile e antico lignaggio, quella dei marchesi di Mileta (tra le altre cose imparentata coi de Moulins); secondogenito del marchese di Mileta, fu destinato alla carriera militare in marina, studiando per qualche tempo all'Accademia Navale di Livorno, ma preferendo poi dedicarsi alla carriera di ufficiale nell'esercito, studiando all'Accademia Militare della Nunziatella, dalla quale uscì nel 1899 tenente dei corazzieri e migliore allievo del suo anno.
Frangipani non prese praticamente parte alla vita militare tra il 1899 ed il 1910, dovendo occuparsi alla morte dei genitori e del fratello maggiore dell'amministrazione delle sue terre presso Benevento e in Molise; ciò nonostante fu promosso capitano dei corazzieri nel 1906; nel 1908 lasciò la cavalleria e i corazzieri per l'artiglieria.
Nel 1907 Frangipani sposò la contessina Cristina Agazzi (1891-1953), appartenente ad una nobile famiglia lombarda.
Frangipani prese parte alla guerra italo-turca in Libia, Tripolitania e Cirenaica, interessandosi particolarmente della difesa antiaerea turca e dopo la presa di Tripoli scoprì alcune delle difese antiaeree turche, proponendo al ministero della guerra italiano di impiantarne di simili sulle coste italiane e negli avamposti coloniali in Libia.
Durante la prima guerra mondiale Frangipani si distinse come accanito interventista a favore dell'Intesa e partecipò personalmente ai primi combattimenti sul Carso e a differenza di altri ufficiali di nobile famiglia, non volle entrare nello Stato maggiore e continuò la guerra combattendo in trincea, venendo promosso maggiore nel 1917 e colonnello un anno dopo la fine della guerra.
Frangipani non fu ostile al fascismo nella sua forma di rinascita della potenza militare italiana e si iscrisse al partito fascista già nel 1923. Alto funzionario al ministero della guerra, fu addetto militare a Berlino e a Parigi fino al 1930; inoltre partecipò alla guerra civile spagnola a fianco dei franchisti come comandante di un contingente italiano. Prima di combattere in Spagna, si era distinto durante la guerra d'Etiopia e fu promosso maggior generale nel 1936. Inoltre partecipò attivamente all'invasione dell'Albania. Ufficiale di corpo d'armata in Etiopia, successe al cognato Daodice quale governatore di Addis Abeba negli ultimi tre giorni di governo italiano. In terra africana si trovò a dover contrastare l'avanzata alleata, cedendo la città agli inglesi il 6 aprile 1941. Gravando su di lui la responsabilità e il disonore della resa, durante la fuga dalla città, si suicidò con del veleno.